# 电子游戏作弊
游戏作弊是指在多人游戏、网络游戏中利用修改游戏或者其他不正当手段来达到超出对手成绩或者其他目的的行为，单人游戏中使用作弊码来使游戏变得更加简单的行为也包含在内。大多数游戏开发者注重于让多人游戏变得更加“平衡”。当第一个用于互联网应用的游戏发布的时候，游戏作弊也就随之产生。过去很容易区别一个玩家是否作弊，因为多数情况发生在局域网游戏内。网络改变了这种情况。

## 定义
在线游戏中，游戏作弊行为一般指修改玩家在游戏中的数据以达到让玩家超过其他人的行为。因为大多数游戏允许自定义级别，所以不同的游戏在针对“作弊”和“修改”上的不同点常常显得含糊其辞。玩家可以修改键盘的设置来让其操作更加简单。但是多数情况下例如修改人物模型和材质贴图的行为亦或是改变游戏亮度的行为都被认为是不道德的。游戏作弊可以让游戏过程更加轻松，事实上要阻止所有的作弊行为基本上是不可能的。
利用游戏的漏洞获益的行为也应该算作作弊的一种。玩家对于作弊是否产生危害有两种截然不同的意见，大多数人认为游戏作弊行为伤害了游戏的公正性和其他玩家的利益。可是也有些人认为游戏作弊也是一种游戏方式。无论作弊对游戏和玩家有害与否，产生这种行为的最根本原因是游戏开发者的错误。

## 作弊方法
在网络和联网游戏中有很多种作弊的方法。
在游戏开发者中一直流传着一句名言：“永远不要相信客户端。”程序员一直在争论是否要把所有的信息都发送到客户端的玩家面前，无论这类信息是否应该被发送。举例来说，在FPS中的玩家不应该看到一扇门后的另外一个玩家，但是使用作弊器的玩家就可以获得额外的数据得知敌人的位置。

### 软件作弊
很多人使用改编游戏的方法来实现作弊。当软件（大多数）使用二进制编码并且难以解码的时候，使用游戏引擎就是一个简便的方法。在软件的保护层下修改游戏变得比以前要容易得多。
这类作弊可以产生诸如透明地图、无限体力值等效果。

### 内存修改作弊
部分电子游戏的内存数据并没有进行必要的加密措施，这导致玩家可以随时通过内存数据修改器来修改游戏的内存数据。
此类作弊可以达到修改游戏货币等效果

### 硬件作弊
使用超高亮度显示器或者修改版的显卡可以让玩家在黑暗处看清敌人和透视功能。这样的作弊很难用软件阻止，但是这类作弊的局限性也很大。

### 截获数据作弊
客户端可以截获服务器不应该发送到自己方的数据进行作弊。比如自动瞄准机器人和透视功能就可以使用额外的数据通过计算实现。

## 反作弊
游戏的开发者和第三方软件开发者试图通过用技术手段来阻止玩家作弊。各种反作弊系统被广泛应用于第一人称射击游戏中，比如戰慄時空系列中的VAC，雷神之锤系列中的PunkBuster等。第三方软件比较著名的有Cheating-Death与sXe Injected。
有些公司对待作弊者的措施非常严厉，就是把作弊者从服务器上禁止，但是这又会导致游戏销量的降低。